# Harraphidia laufferi
Harraphidia laufferi är en halssländeart som först beskrevs av Longinos Navás 1915.  Harraphidia laufferi ingår i släktet Harraphidia och familjen ormhalssländor. Inga underarter finns listade i Catalogue of Life.